# Minatogawa 1
Minatogawa 1 (jap. 港川人1号, Minatogawa-jin 1-gō bzw. 港川人, Minatogawa-jin, wörtlich: „Minatogawa-Mensch“) ist die Archivbezeichnung für die nahezu vollständigen Überreste des Skeletts eines modernen Menschen (Homo sapiens), das 1970 im Minatogawa-Kalkstein-Steinbruch auf dem Stadtgebiet des heutigen Yaese auf der japanischen Insel Okinawa von dem Geschäftsmann Seiho Ōyama entdeckt wurde. Gemeinsam mit drei etwas weniger gut erhaltenen weiblichen Skeletten gehören diese Funde zu den ältesten sicher datierten Belegen für die Anwesenheit von Homo sapiens in Ostasien. Insgesamt wurden Skelettreste gefunden, die von fünf bis neun Individuen stammen könnten.

## Fundorte
Die Nansei-Inseln, darunter Okinawa und die südwestlich liegenden Ryūkyū-Inseln, waren im Jungpleistozän – das heißt während der Eiszeiten – aufgrund des damals niedrigen Wasserstands der Weltmeere untereinander und mit Taiwan durch Landbrücken verbunden. Fossil belegt ist das für Okinawa seit den 1930er-Jahren unter anderem durch Funde von Elefanten-, Hirsch- und Ratten-Fossilien. 1962 wurden zudem in der Katabaru-Höhle auf der Insel Iejima erstmals fossile menschliche Knochen und mutmaßliche Steinwerkzeuge entdeckt. Daraufhin wurde an verschiedenen Orten gezielt nach frühen archäologischen und paläoanthropologischen Spuren gesucht.
Fündig wurde man 1970 unter anderem rund 10 Kilometer südöstlich von Naha im Minatogawa-Steinbruch in einer Fundschicht, die mit unterschiedlichen Methoden auf 18.250 ± 650 Jahre B.P. und 16.600 ± 300 Jahre B.P. datiert wurde.

## Beschreibung
Das Skelett Minatogawa 1 wurde aus einer Gesteinsspalte fast vollständig erhalten geborgen. Seine Knochen wurden in annähernd anatomisch normaler Position aufgefunden, allerdings auf dem Kopf stehend; die Knochenfunde der anderen Individuen lagen hingegen über eine größere Fläche verstreut. Minatogawa 1 gehörte zu einem relativ kleinen Mann, dessen Größe auf 1,55 Meter geschätzt wurde, auch der Schädel ist mit einem Innenvolumen von 1390 cm³ entsprechend klein. Die ungewöhnliche Auffindeposition von Minatogawa 1 (auf dem Kopf stehend) sowie etliche zerbrochene Knochen bei den anderen Skeletten könnten laut Hisashi Suzuki, dem Autor der ersten ausführlichen Beschreibung des Fundes (in Kapitel 2), auf Kannibalismus hindeuten; dieser Interpretation zufolge wäre der Körper des Opfers kopfüber in eine Spalte der Kalksteinformation geworfen worden.
Das Gesicht sei relativ breit und flach und ähnele dem Liujiang-Fossil aus Guangxi, Volksrepublik China, hieß es 1991 in einer Fachzeitschrift; allerdings seien etliche Gesichtsknochen zerbrochen, so dass die Rekonstruktion unsicher sei. Dem Skelett Minatogawa 1 wurden mongoloide Züge zugeschrieben, es ähnele den heutigen Bewohnern der Ryūkyū-Inseln.
Eine kraniometrische Studie, die Minatogawa 1 und Minatogawa 2 untersuchte und mit anderen Populationen verglich, kam 2011 zu dem Ergebnis, dass die Minatogawa-Menschen nicht mit anderen Bevölkerungen der Jōmon-Zeit verwandt seien. Die Wissenschaftler erörtern die Möglichkeit einer Verwandtschaft mit südasiatischen Bevölkerungen. Laut den Wissenschaftlern ist der Minatogawa 1 und 2 jedoch nicht mit den restlichen Ureinwohnern Japans verwandt und unterscheide sich stark von den heutigen Bewohnern der Ryūkyū-Inseln.
Laut einer anderen Studie zeigen die Minatogawa Menschen jedoch keine Verwandtschaft mit süd- oder südostasiatischen Bevölkerungen.

## Belege